# Kușuhum
Kușuhum (în ucraineană Кушугум) este o așezare de tip urban din raionul Zaporijjea, regiunea Zaporijjea, Ucraina. În afara localității principale, nu cuprinde și alte sate.

## Demografie
Componența lingvistică a așezării de tip urban Kușuhum
     Ucraineană (84,5%)
     Rusă (15,22%)
     Alte limbi (0,19%)
Conform recensământului din 2001, majoritatea populației așezării de tip urban Kușuhum era vorbitoare de ucraineană (84,5%), existând în minoritate și vorbitori de rusă (15,22%).